# Turó del Puig (Ripoll)
El Turó del Puig és una muntanya de 1.044 metres al municipi de Ripoll, a la comarca catalana del Ripollès.